# Distretto di Boyabat
Il distretto di Boyabat (in turco Boyabat ilçesi) è uno dei distretti della provincia di Sinope, in Turchia.